# Nancy Jeffett
Nancy Pearce Jeffett (ur. 16 lipca 1928 w St. Louis, w stanie Missouri, zm. 6 lipca 2017 w Dallas) – amerykańska tenisistka, działaczka tenisowa.

## Życiorys
W młodości była wszechstronną zawodniczką, klasyfikowaną na dziesiątym miejscu krajowego rankingu do lat 18 (1946), a do jej największych sukcesów sportowych należy zaliczyć potrójne zwycięstwo w mistrzostwach stanowych Missouri w 1948 – w grze pojedynczej, podwójnej i mieszanej. Kształciła się na Washington University. W 1956 wyszła za mąż za przedsiębiorcę Franka Jeffetta, z którym miała dwoje dzieci – córkę Elizabeth i syna Williama.
Od 1954 angażowała się w promocję tenisa na różnych szczeblach, przede wszystkim wśród młodzieży. Zainicjowała działalność Tyler Tennis Association (Teksas), a w 1960 stanęła na czele programu rozwojowego Texas Tennis Junior Development Program. W 1968 podjęła współpracę na rzecz promocji tenisa z wielokrotną mistrzynią turniejów wielkoszlemowych Maureen Connolly, której karierę przerwał przedwcześnie wypadek. Jeffett stała się wiodącą postacią Maureen Connolly Brinker Tennis Foundation, inicjując i kierując szeregiem inicjatyw na rzecz tenisa juniorskiego, także po śmierci „Little Mo”, zmarłej w 1969 na nowotwór. Organizowała m.in. cykl regionalnych i krajowych turniejów dla dzieci w przedziale wiekowym 8-11 lat Road to the Little Mo Nationals, ufundowała Maureen Connoly Brinker Outstanding Junior Girl Award (tytuł przyznawany przez amerykańską federację tenisową od 1969), zainicjowała rozgrywki międzynarodowe dla juniorek w grupach wiekowych 14, 16 i 18 lat – International Tennis Federation Connolly Continental Cup (od 1969, USA kontra reszta świata) oraz Bonne Bell-Maureen Connolly Brinker Cup (1977-1991, USA-Australia). W 1992 z jej inicjatywy do rywalizacji włączyły się też zawodniczki bardziej doświadczone w ramach International Tennis Federation Maureen Connolly Cup (USA kontra reszta świata, zawodniczki powyżej 55 lat).
Osobę Little Mo upamiętniła również za sprawą turnieju zawodowego kobiet w Dallas – Maureen Connolly Brinker Memorial Tournament (od 1969), który w 1972 został włączony do cyklu Virginia Slims i w tymże roku stał się pierwszą kobiecą zawodową imprezą tenisową, transmitowaną przez telewizję. W finale w 1972 Nancy Gunter (Richey) pokonała w dwóch setach Billie Jean King. Jeffett była w tym czasie – na progu tenisowej ery „open” – jedną z pierwszych promotorek kobiecego tenisa zawodowego.
W latach 1973–1994 zasiadała w komitecie wykonawczym amerykańskiej federacji tenisowej, w latach 1988-1996 była członkiem komitetu ds. Pucharu Federacji w Międzynarodowej Federacji Tenisa. W federacji amerykańskiej kierowała komisjami ds. Pucharu Wightman (1978-1990) i Pucharu Federacji (1981-1990). Była też wieloletnim dyrektorem w International Tennis Hall of Fame (potem dyrektorem honorowym).
Za zasługi dla tenisa Nancy Jeffett otrzymała szereg nagród i wyróżnień, m.in. nagrodę Międzynarodowej Federacji Tenisa (1994), nagrodę im. Samuela Hardy’ego federacji amerykańskiej (1992), Golden Achievement Award, przyznawaną wspólnie przez International Tennis Hall of Fame i federację światową (2007). W 1995 otrzymała nagrodę stowarzyszenia tenisowego w Dallas za zasługi dla tej dyscypliny; została potem uznana za patronkę tego wyróżnienia – Dallas Tennis Association Nancy Jeffett Lifetime Achievement Award. Jej nazwisko wpisano do Hall of Fame, od lokalnych poczynając (Texas Tennis Hall of Fame, 1993; St. Louis Tennis Hall of Fame, 1999), przez specjalistyczne (Women’s Collegiate Tennis Hall of Fame, 1999), po światową (International Tennis Hall of Fame, 2015).